# Barronett (condado de Washburn, Wisconsin)
Barronett es un pueblo ubicado en el condado de Washburn en el estado estadounidense de Wisconsin. En el Censo de 2010 tenía una población de 442 habitantes y una densidad poblacional de 5,07 personas por km².

## Geografía
Barronett se encuentra ubicado en las coordenadas 45°40′40″N 91°58′16″O / 45.67778, -91.97111. Según la Oficina del Censo de los Estados Unidos, Barronett tiene una superficie total de 87.21 km², de la cual 82.95 km² corresponden a tierra firme y (4.89%) 4.26 km² es agua.

## Demografía
Según el censo de 2010, había 442 personas residiendo en Barronett. La densidad de población era de 5,07 hab./km². De los 442 habitantes, Barronett estaba compuesto por el 97.29% blancos, el 0% eran afroamericanos, el 1.36% eran amerindios, el 0.23% eran asiáticos, el 0% eran isleños del Pacífico, el 0% eran de otras razas y el 1.13% pertenecían a dos o más razas. Del total de la población el 2.49% eran hispanos o latinos de cualquier raza.